# 渡辺翔
渡辺 翔（わたなべ しょう、1984年10月19日 - ）は、日本の男性音楽家、作詞家、作曲家、編曲家。茨城県出身。

## 略歴
高校卒業後、東京スクールオブミュージック専門学校渋谷に入学し音楽を始める。その後、avex artist academyのスカラシップオーディションに合格し作曲活動を開始。
2010年より、本人名義とは別に複数人からなる音楽ユニットTRYNA-SHOW名義での楽曲提供も行っている。
2011年よりスマイルカンパニー所属。楽曲制作においては主に作詞、作曲を手掛けるが、一部編曲もこなす。
2017年より、ディアステージ所属の女性ヴォーカルユニット・CYNHNのメインソングライターを務める。
2018年より、キタニタツヤ、sanaと共にsajou no hanaの活動を開始。
2022年より、スマイルカンパニーを離れ独立。スマイルデイズと業務提携契約を結ぶ。
2023年12月、2024年1月をもって渡辺翔とキタニタツヤがsajou no hanaから脱退し、今後はサウンドプロデュースでサポートしていくことを発表。

## 代表作
| 曲名                     | アーティスト名           | タイアップ                                                     | 担当     |
| ------------------------ | ------------------------ | -------------------------------------------------------------- | -------- |
| コネクト                 | ClariS                   | 魔法少女まどか☆マギカOP                                        | 作詞作曲 |
| ルミナス                 | ClariS                   | 劇場版 魔法少女まどか☆マギカ [前編] 始まりの物語OP             | 作詞作曲 |
| カラフル                 | ClariS                   | 劇場版 魔法少女まどか☆マギカ [新編] 叛逆の物語OP               | 作詞作曲 |
| oath sign                | LiSA                     | Fate/Zero OP                                                   | 作詞作曲 |
| crossing field           | LiSA                     | ソードアート・オンラインOP                                     | 作詞作曲 |
| だってアタシのヒーロー。 | LiSA                     | 僕のヒーローアカデミア2期ED                                    | 作曲     |
| Resolution               | 戸松遥                   | ソードアート・オンライン アリシゼーション War of Underworld OP | 作曲     |
| Grow Slowly              | 井口裕香                 | とある科学の超電磁砲S ED                                       | 作詞作曲 |
| ユニバーページ           | 三森すずこ               | アウトブレイク・カンパニー OP                                  | 作詞作曲 |
| whiz                     | TrySail                  | 暦物語〈物語〉シリーズ ED                                      | 作詞作曲 |
| ごまかし                 | TrySail                  | マギアレコード魔法少女まどか☆マギカ外伝OP                      | 作詞作曲 |
| からっぽカプセル         | 内田真礼                 | アニメで分かる心療内科 OP                                      | 作詞作曲 |
| ピンキーフック           | 麻倉もも                 | カノジョも彼女 ED                                              | 作詞作曲 |
| リカバーデコレーション   | 小野寺小咲 (CV.花澤香菜) | ニセコイ ED                                                    | 作詞作曲 |
| Clover wish              | ChamJam                  | 推しが武道館いってくれたら死ぬ OP                              | 作詞作曲 |

## 作品

### sajou no hana
- 星絵（作詞/作曲） - 「星絵」収録（2018年）
アニメ『天狼 Sirius the Jaeger』EDテーマ
- つもり（作詞/作曲） - 「星絵」収録（2018年）
- あめにながす（作詞/作曲） - 配信（2018年）
- メモセピア（作詞/作曲） - 「メモセピア/グレイ」収録（2019年）
アニメ『モブサイコ100 II』EDテーマ
- 目蓋の裏（作詞/作曲） - 「メモセピア/グレイ」収録（2019年）
- 99–sajou no hana arrange-(共編曲） -「99.9」収録（2019年）
- 誰のせい（作詞/作曲） - 「誰のせい」配信（2019年）
- Parole（作詞/作曲） - 「Parole」収録（2019年）
アニメ『とある科学の一方通行』EDテーマ
- ex（作詞/作曲） - 「Parole」収録（2019年）
- 青嵐のあとで（共編曲） - 「青嵐のあとで」収録（2020年）
アニメ『とある科学の超電磁砲T』EDテーマ
- ここにいたい（作詞/作曲） - 「青嵐のあとで」収録（2020年）
アニメ『とある科学の超電磁砲T』第15話挿入歌
- Evergreen（作詞/作曲） - 「Evergreen」収録（2020年）
アニメ『ダンジョンに出会いを求めるのは間違っているだろうかIII』EDテーマ
- 繭色（共作詞/作曲） - 「Evergreen」収録（2020年）
アニメ『ダンジョンに出会いを求めるのは間違っているだろうかIII』第8話挿入歌
- Ruler（作詞/作曲） - 「天灯」収録（2022年）
- メーテルリンク（作詞/作曲） - 「切り傷」収録（2023年）
ゲーム『ダンまち バトル・クロニクル』主題歌
- ニューサンス（作詞/作曲） - 「ニューサンス」収録（2023年）
アニメ『スパイ教室』第2クールEDテーマ
- 影裏（作詞/作曲） - 「ニューサンス」収録（2023年）
ゲーム『ダンまち メモリア・フレーゼ』主題歌
- ハイドレート（作詞/作曲） - 配信（2024年）
アニメ『ダンジョンに出会いを求めるのは間違っているだろうかV』EDテーマ
- 淡く微か（作詞/作曲） - 配信（2024年）
アニメ『やり直し令嬢は竜帝陛下を攻略中』OPテーマ
- 溺愛（共作詞/作曲） - 配信（2025年）
ゲーム『ダンまち 水と光のフルランド』主題歌

### アーティスト
AiRI
- ウツクシセカイ（作曲） - 「Dreamer」『Mirage』収録（2012年）

天月-あまつき-
- 天体プロローグ（作詞/作曲） - 『Hello, World!』収録（2014年）
- ナノレンズ（作詞/作曲） - 『箱庭ドラマチック』収録（2016年）
- Mr.fake（共作詞/作曲） - 「Mr.fake/ツナゲル」『それはきっと恋でした。』収録（2017年）
ドラマ・映画『トモダチゲーム』主題歌
- Circus addiction（作詞/作曲） - （2023年）

melost
- チェインカルテ（作詞/作曲） - 『Melody Stock』収録（2015年）

Anna(BON-BON BLANCO)
- SCAR（作詞/作曲） - 「kissの行方」、『恋のカタチ』収録（2008年）

eyelis
- 空の涯て（作曲） - 「OUTLAWS」『crescendo』収録（2013年）
アニメ『THE UNLIMITED 兵部京介』第10話EDテーマ

麻生夏子
- bitter（作曲/編曲） - 『Precious tone』収録（2011年）
ゲーム『My sweetウマドンナ〜僕は君のウマ〜』EDテーマ

浦島坂田船
- グッド・バイ（作曲） - 配信（2020年）
アニメ『文豪とアルケミスト ～審判ノ歯車～』OPテーマ

ELISA
- エマージュ（共作詞/作曲）- 「そばにいるよ」収録（2013年）
- プラーナ（共作詞/作曲）- 「REALISM」収録（2013年）
- Rain Cage（共作詞/作曲）-「ミレナリオ」収録（2014年）
- prologue of AS LIFE（作曲） - 『AS LIFE』収録（2014年）
- Shiny Mist（作詞/作曲） - 『AS LIFE』収録（2014年）
- Awake（作曲） - 『AS LIFE』収録（2014年）
- in mind（作曲） - 『AS LIFE』収録（2014年）

カノン（高橋春織）
- がんばれ☆シンデレラ（作曲） - 「がんばれ☆シンデレラ」収録（2013年）
ドラマ『ドーリィ♪カノン』主題歌

喜多修平
- あたりまえのような奇跡（作曲/共編曲） - 「世界で一番恋してる」、『ユメノキセキ』収録（2011年）
アニメ『世界一初恋』イメージソング

黒崎真音
- Scanning resolution（作詞/作曲） - 「楽園の翼」『Mystical flowers』収録（2014年）
ゲーム『メイデンクラフト』OPテーマ

黒瀬真奈美
- サクラ（作曲） - 『16才』収録（2009年）

ClariS
- コネクト（作詞/作曲） - 「コネクト」、『BIRTHDAY』『ClariS 〜SINGLE BEST 1st〜』収録（2011年）
アニメ『魔法少女まどか☆マギカ』OPテーマ
- プロミス（作詞/作曲） - 『BIRTHDAY』収録（2012年）
- ルミナス（作詞/作曲） - 「ルミナス」、『SECOND STORY』『ClariS 〜SINGLE BEST 1st〜』収録（2012年）
映画『劇場版 魔法少女まどか☆マギカ [前編] 始まりの物語』主題歌
- グラスプ（作詞/作曲） - 『SECOND STORY』収録（2013年）
- カラフル（作詞/作曲） - 「カラフル」『PARTY TIME』『ClariS 〜SINGLE BEST 1st〜』（2013年）
映画『劇場版 魔法少女まどかマギカ[新編]叛逆の物語』主題歌
- トパーズ（作詞/作曲） -『PARTY TIME』収録（2014年）
- カイト（作詞/作曲） -「border」収録（2015年）
- 水色クラゲ（作詞/作曲） -「Fairy Castle」収録（2017年）
- ケアレス（作詞/作曲） - 「ケアレス」収録（2021年）
アニメ『マギアレコード 魔法少女まどか☆マギカ外伝 2nd SEASON -覚醒前夜-』オープニングテーマ

ClariS×GARNiDELiA
- clever（作詞/作曲） - 「clever」収録（2016年）
アニメ『クオリディア・コード』3rd EDテーマ

ClariS×TrySail
- オルゴール（作詞/作曲） - 「Lapis」『Parfaitone』収録（2022年）
アニメ『マギアレコード 魔法少女まどか☆マギカ外伝 Final SEASON -浅き夢の暁-』EDテーマ

姿月あさと
- 約束の花束（作曲） - 『Actress』『Chante～シャンテ～』収録（2012年）
映画（銀座並木通り　クラブアンダルシア）主題歌

JUJU
- Trust In You（共作詞/作曲） - 「Trust In You」、『YOU』収録（2010年）
ドラマ『警視庁失踪人捜査課』主題歌

鈴木このみ
- 頑張れと叫ぶたび（作曲） - 「頑張れと叫ぶたび」収録（2023年）
アニメ『ブルバスター』EDテーマ

スピラ・スピカ
- Twinkle（作曲） -「Re:RISE -e.p.- 2」『ナガレボシトレイン』収録（2020年）
アニメ『ガンダムビルドダイバーズRe:RISE 2nd Season』2nd Season EDテーマ

CHiCO
- Prelude Romance（作曲）- 『PORTRAiT』収録（2024年）[2]

ChouCho
- 虹の朝に（作詞/作曲） - 「Authentic symphony」、『flyleaf』収録（2011年）
アニメ『ましろ色シンフォニー』イメージソング

トミタ栞
- まにまに（作曲） - 『トミタ栞』収録（2013年）

流田Project
- CONSISTENT（作詞/作曲） - 『Realize!』収録（2014年）

PALU
- 涙目のガール（作曲） -（2014年）

春奈るな
- Flutter（作詞/作曲） - 「KIRAMEKI☆ライフライン」収録（2017年）

V6
- どうかよろしく。（作詞/作曲） - 「スピリット」（通常盤)収録（2009年）

美郷あき
- あかるい恋のうた（作曲） - 「シアワセは月より高く」、『My Honesty』収録（2010年）

M!LK
- 反抗期アバンチュール（作詞/作曲） - 「反抗期アバンチュール」収録（2015年）

May'n
- HOME（作曲） - 「天使よ故郷を聞け」収録（2018年）
アニメ「Phantom in the Twilight」EDテーマ

Metamorphose(石田燿子ソロ)
- 体温（作曲） - 『Metamorphose 1』収録（2015年）

やなぎなぎ
- oversupply（作曲） - 『Branch』収録（2022年）

ゆきむら。
- 天涯（作詞/作曲） - 配信（2024年）

山岸リサ
- どうして（共作詞/作曲） - 「どうして/080」、『Loveholic』収録（2011年）
- 080（共作詞/作曲） - 「どうして/080」、『Loveholic』収録（2011年）
- 君のいない世界（作曲） - 『Loveholic』収録（2013年）
- Smile（共作詞/作曲） - 『Loveholic』収録（2013年）
- ずっと好きだよ。（共作詞/作曲） - 『Loveholic』収録（2013年）
- 君じゃない誰かといても…（作曲） - 『Loveholic』収録（2013年）
- Too Late 〜消せない記憶〜 feat.Tarantura from スポンテニア（作曲） - 『Loveholic』収録（2013年）
- Koinoito（作曲） - 『Loveholic』収録（2013年）
- SHE（共作詞/作曲） - 『Loveholic』収録（2013年）
- 僕がいるから（共作詞/作曲） - 『Loveholic』収録（2013年）

吉木りさ
- 色文（作詞/作曲） - 『ペントミノ』収録（2014年）

LiSA
- oath sign（作詞/作曲） - 「oath sign」、『LOVER"S"MiLE』『LiSA BEST -Way-』収録（2011年）
アニメ『Fate/Zero』OPテーマ
- 優しさに辿りつくまで（作曲） - 『LOVER"S"MiLE』収録（2012年）
- crossing field（作詞/作曲） - 「crossing field」、『LANDSPACE』『LiSA BEST -Day-』収録（2012年）
アニメ『ソードアート・オンライン』OPテーマ
- 変わらない青（作曲） - 「crossing field」（期間生産限定盤）収録（2012年）
- エレクトリリカル（作曲） - 『Launcher』収録（2015年）
- キモチファクトリー（作曲） -「Rally Go Round」（期間生産限定版）収録（2015年）
- だってアタシのヒーロー。（作曲） - 「だってアタシのヒーロー。」『LiSA BEST -Day-』収録（2017年）
アニメ『僕のヒーローアカデミア』第2期EDテーマ

Lil'B
- タイヨウ 〜Today〜（作曲） - 『Everybody Say Peace』収録（2011年）
日本テレビ系『ハッピーMusic』POWER PLAY

Ray
- secret arms（作詞/作曲） - 「secret arms」『Little Trip』収録（2015年）
アニメ『To LOVEる ダークネス2nd』OPテーマ

### 女性アイドル
IZ*ONE
- どうすればいい?（作曲） - 『Twelve』収録（2020年）

A応P
- Never Say Never（作曲） - 「Never Say Never/アリノママMY WAY」『A応P』収録（2013年）
- COSMIC MAGIC STARS（作詞/作曲） -  「COSMIC MAGIC STARS」『A応P』収録（2014年）
- Stay Gold（作曲） - 「Stay Gold」『A応P』収録（2015年）
- O2リンク（作詞/作曲） - 『A応P the BEST ～From P～』収録（2021年）

OVERWHELM(A応Pユニット)
- 開封MOTiVE（作詞/作曲） - 「Take you higher」収録（2019年）

AKB48(片山陽加、小嶋陽菜、篠田麻里子、秋元才加、宮澤佐江、松井玲奈)
- イイカゲンのススメ（作曲） - 『ここにいたこと』収録（2011年）

CYNHN
- FINALegend（作詞/作曲） - 「FINALegend」収録（2017年）
- はりぼて（作詞/作曲） - 「はりぼて」収録（2018年）
- リンクtoアクセス（作詞/作曲） - 「はりぼて」収録（2018年）
- タキサイキア（作詞/作曲） - 「タキサイキア/So Young」収録（2018年）
- ゆめゆめ No Imitation（作詞/作曲） - 「タキサイキア/So Young」収録（2018年）
- 絶交郷愁（作詞/作曲） - 「絶交郷愁/雨色ホログラム」収録（2018年）
- Sing and Treat（作詞/作曲） - 「絶交郷愁/雨色ホログラム」収録（2018年）
- くれーるクレーン（作詞/作曲） - 「絶交郷愁/雨色ホログラム」収録（2018年）
- 空気とインク（作詞/作曲） - 「空気とインク/wire」収録（2019年）
- wire（作詞/作曲） - 「空気とインク/wire」収録（2019年）
- ラルゴ（作詞/作曲） - 『タブラチュア』収録（2019年）
- アンフィグラフィティ（共作詞/作曲） - 『タブラチュア』収録（2019年）
- 2時のパレード（作詞/作曲） - 「2時のパレード」収録（2019年）
- 解けない界面論（作詞/作曲） - 「2時のパレード」収録（2019年）
- 水生（作詞/作曲） - 「水生」収録（2020年）
- Redice（作詞/作曲） - 「水生」収録（2020年）
- ごく平凡な青は、（作詞/作曲） - 「ごく平凡な青は、」収録（2020年）
- くもりぎみ（作詞/作曲） - 「ごく平凡な青は、」収録（2020年）
- イナフイナス（作詞/作曲） - 『#0F4C81』収録（2020年）
- AOAWASE（作詞/作曲） - 「AOAWASE」収録（2021年）
- レア（作詞）- 『Blue Cresc.』 収録（2022年）
- アンサンぶる（作詞/作曲） - 『Blue Cresc.』 収録（2022年）
- キリグニア（作詞/作曲） - 「キリグニア」収録（2022年）
- 楽の上塗り（作詞/作曲） - 「楽の上塗り」収録（2023年）
- いいおくり（作詞/作曲） - 配信（2024年）
- 飴玉（作詞/作曲） - 配信（2024年）
- Tokyo stuck（作詞/作曲）

けやき坂46
- 割れないシャボン玉(共作曲） - 『走り出す瞬間(通常盤)』

さくら学院
- スリープワンダー（作詞） - 『さくら学院 2012年度 〜My Generation〜』収録（2013年）

橘莉衣(イケてるハーツ)
- あしぶみ（作詞/作曲） - 「あしぶみ」収録（2023年）

東京女子流
- 鼓動の秘密（作曲） - 『鼓動の秘密』、「鼓動の秘密/サヨナラ、ありがとう。」『キラリ☆』収録（2011年）
- W.M.A.D（作曲） - 「Liar/W.M.A.D」、『Limited addiction』収録（2011年）

ノースリーブス（小嶋陽菜ソロ）
- 明後日、ジャマイカ（作曲） - 「唇 触れず…」(初回生産限定盤A)収録（2011年）
au LISMOオリジナルドラマ『続・言霊の女たち。』主題歌

太陽と踊れ
- JUNK GAME POP（作詞/作曲） - 『あっちむいてベイベー！』収録（2023年）

太陽と踊れ月夜に唄え
- オトワ（作詞/作曲） -  「オトワ」収録（2024年）
アニメ『愚かな天使は悪魔と踊る』OPテーマ

Not yet
- ギリシャの貨物船（作曲） - 「波乗りかき氷」(Type-B)、『already』（通常盤Type-B）収録（2011年）

フレンチ・キス
- ぽっかり（作曲） - 「カッコ悪い I love you!」(TYPE-A)収録（2011年）

MELLOW MELLOW
- グレフル（作詞） - 『マジックランデブー』収録（2018年）

夢みるアドレセンス
- フォトシンテシス（作詞/作曲） - 「Bye Bye My Days」収録（2015年）
ゲーム『ザクセスヘブン』主題歌

ロッカジャポニカ
- Chillっ子同盟（作曲） - 『Magical View』収録（2017年）

わーすた
- ゆるぷれいる（作詞/作曲） - 『The Legend of WASUTA』収録（2019年）
- 空とサカナ（作詞/作曲） - 『我々はネコである。』収録（2022年）

OnePixcel
- Seven Colors（作曲） - 『Monochrome』収録（2017年）

### 声優
麻倉もも
- Agapanthus（作詞/作曲） - 『Agapanthus』収録（2020年）
- ピンキーフック（作詞/作曲） - 「ピンキーフック」『Apiacere』収録（2021年）
アニメ『カノジョも彼女』EDテーマ
- 満開スケジュール（作曲） - 『Apiacere』収録（2022年）
- 幸せって書いて（作詞/作曲） - 「Sweet Essence」『ChouChou』収録（2024年）
ドラマ『お願いメシ神さま』主題歌
- あそびちゅう（作詞/作曲） - 『ChouChou』収録（2024年）

井口裕香
- Grow Slowly（作詞/作曲） - 「Grow Slowly」『Hafa Adai』収録（2013年）
アニメ『とある科学の超電磁砲S』EDテーマ
- stand still（作詞/作曲） - 「Grow Slowly」(通常盤)(初回限定盤)収録（2013年）
- POPCORN SMILE（作詞/作曲） - 『Hafa Adai』収録（2014年）
- リトルチャームファング(作詞/作曲) - 「リトルチャームファング」『az you like...』収録 (2015年)
OVA 『ストライク・ザ・ブラッド』 OPテーマ
- SUGAR LEISURE(作詞/作曲) - 『az you like…』収録 (2016年)
- Sink（作詞/作曲） - 「Lostorage」(アニメ盤)収録 (2016年)
- RE-ILLUSION（作詞/作曲） - 「RE-ILLUSION」『clearly』収録 (2017年)
アニメ『ソード・オラトリア ダンジョンに出会いを求めるのは間違っているだろうか外伝』opテーマ
- キミとボク(作曲) - 『Love』収録 (2017年)
- timid（作詞/作曲） - 「終わらない歌」(アニメ盤)収録 (2019年)
- 一番星ソノリティ（作曲） - 「一番星ソノリティ」収録 (2022年)
アニメ『異世界おじさん』EDテーマ

石原夏織
- Page Flip(作詞/作曲) - 『Water Drop』収録 (2020年)
- マジックマーチ(作詞/作曲) - 「夢想的クロニクル」収録 (2022年)
- Paraglider(作詞/作曲) - 「Paraglider」収録 (2023年)
アニメ『夢見る男子は現実主義者』OPテーマ

伊藤静
- Dreamer（作曲） - 「Everybody ready now?」、『Feeling Life』収録（2011年）

入野自由
- ABC（作詞/作曲/編曲） - 『Advance』収録（2011年）
- ワンダフルデイズ（作曲） - 『cocoro』収録（2012年）

Wake Up, Girls!(吉岡茉祐ソロ)
- GloriA（作曲） - 『WUG LOVE SOLO EVENT 2018 パンフレット』収録（2018年）
- sweet sweet place（作曲） - 『Wake Up, Girls！Solo Collection -7 Stars-』配信（2020年）

内田真礼
- からっぽカプセル（作詞/作曲） -  「からっぽカプセル」『PENKI』収録（2015年）
アニメ『アニメで分かる心療内科』主題歌
- クラフト スイート ハート（作詞/作曲） -  『PENKI』収録（2015年）
- c.o.s.m.o.s （作詞/作曲） -  「c.o.s.m.o.s」『Magic Hour』収録（2017年）
- シンボリックビュー（作詞/作曲/編曲） -  「c.o.s.m.o.s」『Magic Hour』収録（2017年）
- ノーシナリオ（作詞/作曲） -  「ノーシナリオ」収録（2020年）
- ラウドヘイラー（作詞/作曲） -  「ラウドヘイラー」収録（2023年）
アニメ『冰剣の魔術師が世界を統べる』EDテーマ

岡本信彦
- テーマソング（作曲） - 『Enjoy☆Full』収録（2013年）

神谷浩史
- モアライブラリ（作詞/作曲） - 『appside』収録（2022年）

鬼頭明里
- 青の一コマ（作詞/作曲）- 『Give Me Five!』[3]

CONNECT
- Glory days（作曲） - 『ニンゲン！ジェッター人間』『ROOT∞REXX 』収録（2014年）
ゲーム『ROOT∞REXX』EDテーマ

サンドリオン
- ブランコリック（作詞/作曲） - 「僕らのSailing!!/Sun!Sun!dream on!/ブランコリック」収録（2019年）
- Familiar base（作詞/作曲） - 『SOUND OF BEST』収録（2020年）
- ゼロイチ（作曲） - 『märch』収録（2022年）
- FAQ（作詞） - 『märch』収録（2022年）

スフィア
- 虹色の約束（作曲） - 『Third Planet』収録（2012年）

SparQlew
- Dear pleasure（作曲） - 「勝利の歌」収録（2019年）
- Future+（作詞/作曲） - 『neon』収録（2022年）

田村ゆかり
- うらはら兎のねがいごと（作曲） - 『かくれんぼ。』収録（2023年）

東山奈央
- ワゴン（作詞/作曲） - 「冷めない魔法」収録（2021年）

土岐隼一
- Afterglow（作詞/作曲） - 「Party Jacker」収録（2019年）

戸松遥
- Resolution（作曲） - 「Resolution」収録（2019年）
アニメ『ソードアート・オンライン アリシゼーション War of Underworld』OPテーマ

TrySail
- whiz（作詞/作曲） - 「whiz」『Sail Canvas』収録（2016年）
アニメ『暦物語』EDテーマ
- sewing dream（作詞/作曲） - 『Sail Canvas』収録（2016年）
- Chip log （作詞/作曲） - 「オリジナル。」『TAILWIND』収録（2017年）
- かかわり（作詞/作曲） - 「adrenaline!!!」『TAILWIND』収録（2017年）
ゲーム『マギアレコード 魔法少女まどか☆マギカ外伝』テーマソング
- うつろい（作詞/作曲） - 「ごまかし/うつろい」収録（2020年）
ゲーム『マギアレコード 魔法少女まどか☆マギカ外伝』2部テーマソング
- ごまかし（作詞/作曲）- 「ごまかし/うつろい」収録（2020年）
アニメ『マギアレコード 魔法少女まどか☆マギカ外伝』OPテーマ
- Lapis（作詞/作曲）「Lapis」収録（2021年）
アニメ『マギアレコード 魔法少女まどか☆マギカ外伝 2nd SEASON -覚醒前夜-』EDテーマ

Trignal
- ローリンローリン（作曲） - 『Back to Basic』収録（2017年）

仲村宗悟
- Rain forecast（作詞/作曲） - 「Here comes The SUN」収録（2019年）

浪川大輔
- 恋花火（作詞/作曲） - 『賽』収録（2017年）

西明日香
- Honey Face（作詞/作曲） - 「Honey Face」収録（2016年）

野水いおり
- ちッ（作曲） - 「miele paradiso/ちッ」収録（2016年）
アニメ『魔装学園H×H』EDテーマ

早見沙織
- ESCORT（作詞/作曲/編曲） - 『Live Love Laugh』収録（2016年）
- 水槽（作詞/作曲） - 『Live Love Laugh』収録（2016年）
- Guide（作詞/作曲） - 配信（2022年）
アニメ『ダンジョンに出会いを求めるのは間違っているだろうかIV 新章 迷宮篇』EDテーマ
- 視紅（作詞/作曲） - 配信（2022年）
アニメ『ダンジョンに出会いを求めるのは間違っているだろうかⅣ 深章 厄災篇』OPテーマ

日笠陽子
- BALLOON（作詞/作曲） - 『Glamorous Songs』収録（2013年）
- ENVY DICE（作詞/作曲） - 『Couleur』収録（2014年）

平野綾
- BRIGHT SCORE（作詞/作曲） - 『FRAGMENTS』収録（2012年）

牧野由依
- 三月物語（作曲） - 『マキノユイ。』収録（2008年）

岬なこ
- ソラトレイト（作詞/作曲） - 『day to YOU』収録（2023年）

三森すずこ
- ユニバーページ（作詞/作曲） - 「ユニバーページ」、『好きっ』収録（2013年）
アニメ『アウトブレイク・カンパニー』OPテーマ
- 全部受けとって、強く抱きしめて。（作詞/作曲） - 『好きっ』収録（2014年）
- Traveling Kit（作詞/作曲） - 『Fantasic Funfair』収録（2015年）
- 星屑のカーテン（作詞/作曲） - 『holiday mode』収録（2019年）

山下大輝
- 列偶像（作詞/作曲） - 『hear me?』収録（2021年）

### キャラクターソング
『アイドリッシュセブン』
和泉一織（増田俊樹）
- ONE dream（作曲） - 「Wonderful Octave」（2019年）

七瀬陸（小野賢章）、八乙女楽（羽多野渉）、百（保志総一朗）、御堂虎於（近藤隆）
- Take my rose（作詞/作曲） - 配信（2024年）

『IDOLY PRIDE』
長瀬琴乃（橘美來）×伊吹渚（夏目ここな）
- 君がのぞくレンズ（作詞/作曲） - 『それを人は"青春"と呼んだ』収録（2022年）

『アウトブレイク・カンパニー』
古賀沼美埜里（内田真礼）
- トキメキTarget♡（作曲） - 『TVアニメ「アウトブレイク・カンパニー」キャラクターソング・ミニアルバム』収録（2013年）

『あんさんぶるスターズ!』
fine
- Miracle Dream Traveler（作曲） - 「ユニットソングCD 3rdシリーズvol.3 fine」収録（2017年）

『イケメンライブ　恋の歌をキミに』
HOUNDS・銀波律（蒼井翔太）、蘇芳楽（梶裕貴）、朱真遥音（KENN）、東雲詠介（谷山紀章)
- HORIZON（作曲） - 『Own The Night～イケメンライブ　恋の歌をキミに』収録（2018年）

『推しが武道館いってくれたら死ぬ』
ChamJam（本渡楓、長谷川育美、榎吉麻弥、石原夏織、和多田美咲、伊藤麻菜美、立花日菜）
- Clover wish（作詞/作曲） - 「Clover wish / 桃色片想い」収録（2020年）
アニメ『推しが武道館いってくれたら死ぬ』OPテーマ
- Aster wish（作詞） - 『きみのために生きてる』収録（2023年）

めいぷる♡どーる（久保ユリカ、山根綺、陶山恵実里）
- ＠スイーティー（作詞/作曲） - 『ドラマ「推し武道」音楽集』収録（2022年）

『学園アイドルマスター』
姫崎莉波（薄井友里）
- clumsy trick（作詞/作曲） - 「clumsy trick」 収録（2024年）

『がっこうぐらし!』
丈槍由紀（水瀬いのり） & 直樹美紀（高橋李依）
- ピンクのハートボール（作曲） - 「ピンクノハートボール」『卒業あるばむ』収録（2015年）

『神のみぞ知るセカイ』
九条月夜 starring 井口裕香
- 月の夜に逢いましょう（作曲） - 「神のみキャラCD.9」収録（2013年）

汐宮栞 starring 花澤香菜
- 口笛ジェット（作曲） - 「神のみぞ知るセカイ キャラクターCD 4」収録（2010年）

中川かのん starring 東山奈央
- 想いはRain Rain（作曲） - 『Birth』収録（2011年）
- 君色ラブソング（作曲） - 「かのん100%」『Colors』収録（2013年）
OVA『マジカル☆スター かのん100%』EDテーマ

『機動戦士ガンダムAGE』
ウルフ・エニアクル（小野大輔）
- PRIDE OF WHITE（作曲） - 『TVアニメ「機動戦士ガンダムAGE」キャラクターソングアルバム Vol.1』収録（2012年）

『キャプテン翼　黄金世代の鼓動』
ウルトラス ツバサ［翔（梶裕貴) 、美羽（堀江由衣) 、晴太（八代拓）］
- 明日へのゴール（作詞/作曲） - 配信（2018年）

『CUE!』
AiRBLUE
- 白い沿線（作詞/作曲） - 『最高の魔法』収録（2021年）
- 空合ぼくらは追った（作詞/作曲） - 『スタートライン／はじまりの鐘の音が鳴り響く空』収録（2022年）
- ゆめだより（作詞/作曲） - 『Tomorrow's Diary/ゆめだより』収録（2022年）
アニメ『CUE!』EDテーマ

『金色のコルダ』、『金色のコルダ2』、『金色のコルダ3』
火原和樹（森田成一）
- PRECIOUS（作曲） - 『金色のコルダ〜primo passo〜Extra MISSION：B×B×B』収録（2007年）

衛藤桐也（日野聡）
- I CAN MAKE IT（作曲） - 『金色のコルダ2〜SWEET♪TWINKLE〜』収録（2009年）

八木沢雪広（伊藤健太郎）
- 杜の響きを（作曲） - 『金色のコルダ3〜熱き心の調べよ〜』収録（2010年）

『グラスリップ』
沖倉駆（逢坂良太）
- Lost Piece（作曲） - 『歌声の欠片』収録（2014年）

『黒子のバスケ』
黄瀬涼太（木村良平）
- Perfect Copy?（作曲） - 「TVアニメ「黒子のバスケ」キャラクターソング SOLO SERIES Vol.3」収録（2012年）

高尾和成（鈴木達央）
- エース様に万歳（作曲） - 「TVアニメ「黒子のバスケ」キャラクターソング SOLO SERIES Vol.5」収録（2012年）

笠松幸男（保志総一朗）
- NEVER LOOK BACK（作曲） - 「TVアニメ「黒子のバスケ」キャラクターソング SOLO SERIES Vol.11」収録（2012年）

日向順平（細谷佳正） & 伊月俊（野島裕史）
- Challenger Spirit（作曲） - 『TVアニメ 黒子のバスケ 誠凛高校ミニアルバム』収録（2013年）

黒子テツヤ（小野賢章） & 緑間真太郎（小野大輔）
- コートの上でこれからも（作曲） - 「TVアニメ「黒子のバスケ」キャラクターソング DUET SERIES VOL. 6」収録（2014年）

黒子テツヤ（小野賢章）
- ボクノオモイ（作曲） - 『TVアニメ 黒子のバスケ SOLO MINI ALBUM Vol.1』収録（2014年）

『ささやくように恋を唄う』
木野ひまり（CV：嶋野花）
- ギフティ（作詞/作曲） - 「Follow your arrows/ギフティ」収録（2024年）
アニメ『ささやくように恋を唄う』EDテーマ

ローレライ (歌:水上スイ)
- メリトクラシー（作詞/作曲） - 『メリトクラシー』収録（2024年）
アニメ『ささやくように恋を唄う』EDテーマ2
- イタラズ（作詞/作曲） - 『メリトクラシー』収録（2024年）
- レゴリス（作詞/作曲） - 『メリトクラシー』収録（2024年）
- Wolfish（作詞/作曲） - 『メリトクラシー』収録（2024年）
- 標識（作詞/作曲） - 『メリトクラシー』収録（2024年）

『少年メイド』
篠崎桂一郎(CV：前野智昭)
- きっと、ずっと（作曲） - 『働かざるもの食うべからず!!』収録（2016年）

小宮千尋(CV：藤原夏海)
- せーそーげーむ（作詞/作曲） - 『働かざるもの食うべからず!!』収録（2016年）

『真剣で私に恋しなさい!!』
椎名京 (CV：氷青)
- はらり恋心（作曲） - 『TVアニメ「真剣で私に恋しなさい!!」キャラクターソングアルバム MAJI-SONGS』収録（2011年）

橘天衣(CV.河原木志穂)
- I'm back（作曲） - 『TVアニメ「真剣で私に恋しなさい!!」キャラクターソングアルバム MAJI-SONGS』収録（2011年）

『新テニスの王子様』
日吉若(CV：岩崎征実)
- もうすぐクリスマスなんだな（作曲） - 『下剋上』収録（2015年）

『スタミュ-高校星歌劇- 』
那雪透（CV.小野賢章）月皇海斗（CV.ランズベリー・アーサー）辰己琉唯（CV.岡本信彦）申渡栄吾（CV.内田雄馬 ）
- 青空SEASON（作曲） - 「☆2nd SHOW TIME 3☆」収録（2017年）

『絶対可憐チルドレン』
兵部京介vs皆本光一with賢木修二starring遊佐浩二+中村悠一+谷山紀章
- Break+Your+Destiny（作曲） - 「Break+Your+Destiny」、『UNLIMITED∞』収録（2008年）
アニメ『絶対可憐チルドレン』EDテーマ

『TIGER & BUNNY』
バーナビー・ブルックスJr.(CV：森田成一)
- Happy Birthday to me & us（作曲） - 『劇場版 TIGER & BUNNY -The Beginning- オリジナルサウンドトラック』収録（2012年）

『ツキクラ』
Regulus
- ルイトモ（作曲） - 「ルイトモ」収録（2017年）

市ヶ谷リンタロウ（井上雄貴）.要タツヒコ（大海将一郎）.大崎イズモ（古畑恵介）
- Love Message（作詞/作曲） - 「僕らはSummer（初回生産限定盤D）」収録（2017年）

『デジモンアドベンチャー tri.』
高石タケル(CV：榎木淳弥)
- キボウノツバサ（作曲） - 『選ばれし子どもたち編』収録（2017年）

『ときめきレストラン☆☆☆』
X.I.P.　伊達京也ソロ(CV：鳥海浩輔)
- Just like honey（作曲） -「Paint it DARK」『Soul Journey』収録（2017年）

3Majesty・音羽慎之介（CV：岸尾だいすけ）霧島司（CV：浪川大輔）辻魁斗（CV：柿原徹也）
- 君じゃなきゃ（作曲） -『Music Trip』収録（2020年）

『長門有希ちゃんの消失』
朝倉涼子(CV.桑谷夏子)
- LOVE EDITION（作曲） - 「Character Song Series "in Love" case2」収録（2015年）

『ニセコイ』
桐崎千棘&小野寺小咲 (CV.東山奈央&花澤香菜)
- 本命アンサー（作詞/作曲） - 「本命アンサー」『NISEKOI BEST SONGS』収録（2013年）
- 大切の作り方（作詞/作曲） - 『ニセコイ 7（完全生産限定版）』『NISEKOI BEST SONGS』収録（2014年）
アニメ『ニセコイ』EDテーマ7

桐崎千棘(CV.東山奈央)
- Heart Pattern（作詞/作曲） - 『ニセコイ 1（完全生産限定版）』『NISEKOI BEST SONGS』収録（2014年）
アニメ『ニセコイ』EDテーマ1
- ブルースケジュール（作詞/作曲） - 「ブルースケジュール」『NISEKOI BEST SONGS』収録（2014年）
- Sleep zzz...（作詞/作曲） - 『ニセコイ：2（完全生産限定版）』収録（2015年）
アニメ『ニセコイ：』EDテーマ3

小野寺小咲 (CV.花澤香菜)
- リカバーデコレーション（作詞/作曲） - 『ニセコイ 2（完全生産限定版）』『NISEKOI BEST SONGS』収録（2014年）
アニメ『ニセコイ』EDテーマ2
- ホワイトギフト（作詞/作曲） - 「ホワイトギフト」『NISEKOI BEST SONGS』収録（2014年）
- クレヨンカバー（作詞/作曲） - 『ニセコイ：6（完全生産限定版）』収録（2015年）
アニメ『ニセコイ：』EDテーマ7

小野寺春(CV.佐倉綾音)
- marchen ticktack（作詞/作曲） -『ニセコイ：４（完全生産限定版）』収録 （2015年）
アニメ『ニセコイ：』EDテーマ5

鶫誠士郎（CV.小松未可子）
- TRICK BOX（作詞/作曲） - 『ニセコイ 3（完全生産限定版）』『NISEKOI BEST SONGS』収録（2014年）
アニメ『ニセコイ』EDテーマ3
- TrIGgER（作詞/作曲） - 『ニセコイ：1（完全生産限定版）』収録（2015年）
アニメ『ニセコイ：』EDテーマ2

宮本るり（CV.内山夕実）
- オーダー×オーダー（作詞/作曲） - 『ニセコイ 4（完全生産限定版）』『NISEKOI BEST SONGS』収録（2014年）
アニメ『ニセコイ』EDテーマ4
- 通り雨drop（作詞/作曲） - 『ニセコイ：５（完全生産限定版）』収録（2015年）
アニメ『ニセコイ：』EDテーマ6

橘万里花（CV.阿澄佳奈）
- はなごのみ（作詞/作曲） - 『ニセコイ 5（完全生産限定版）』『NISEKOI BEST SONGS』収録（2014年） 
アニメ『ニセコイ』EDテーマ5
- またどーらぶ（作詞/作曲） - 『ニセコイ：３（完全生産限定版）』収録（2015年）
アニメ『ニセコイ：』EDテーマ4

桐崎千棘(CV.東山奈央)小野寺小咲 (CV.花澤香菜)鶫誠士郎（CV.小松未可子）橘万里花（CV.阿澄佳奈）
- 想像ダイアリー（作詞/作曲） -  『ニセコイ 6（完全生産限定版）』『NISEKOI BEST SONGS』収録（2014年）
アニメ『ニセコイ』EDテーマ6
- 曖昧ヘルツ（作詞/作曲） -  『ニセコイ：1【完全生産限定版】』収録（2015年）
アニメ『ニセコイ：』EDテーマ1

マジカルパティシエ小咲ちゃん (CV.花澤香菜)
- マジカル☆スタイリング（作詞/作曲） - 『ニセコイ：４（完全生産限定版）』収録（2015年）
アニメ『マジカルパティシエ小咲ちゃん』OPテーマ

『ノブナガ・ザ・フール』
オダ・ノブナガ (CV.宮野真守)
- DECIDE MY FATE（作曲） - 「ノブナガ・ザ・フール キャラクターソング Vol. 1」収録（2014年）

『バトルガール ハイスクール』
成海遥香(CV:雨宮天)、煌上花音(CV:本渡楓)、楠 明日葉(CV:田村睦心)、南 ひなた(CV:五十嵐裕美)、サドネ(CV:悠木碧)、朝比奈心美(CV:原田ひとみ)
- 空色メモリーズ（作曲） - 配信（2020年）

『BATON=RELAY』
BATON=RELAY Project
- Start me up（作曲） - 「Start me up／かけだしのモノローグ」収録 (2020)
- 月光アイ歌（作曲） - 「ミライ＝バトン」収録 (2020)

『ハヤテのごとく！CAN'T TAKE MY EYES OFF YOU』
綾崎ハヤテ&三千院ナギ starring 白石涼子&釘宮理恵
- Here I am,Here we are（作曲） - 「Here I am,Here we are」収録（2012年）
アニメ『ハヤテのごとく！CAN'T TAKE MY EYES OFF YOU』最終話EDテーマ

『はんだくん』
半田 清（CV.島﨑信長）
- 1/10の青空（作曲） - 『TVアニメ「はんだくん」キャラクターソングミニアルバム』収録（2016年）

『バカとテストと召喚獣にっ！』
霧島翔子(CV：磯村知美)
- 想いが空を時を陸を海を越えて（作曲） - 「Fancy×Funky乙女団」収録（2011年）

『氷菓』
千反田える（CV：佐藤聡美）&伊原摩耶花（CV：茅野愛衣）
- ロマンスはまだ早い（作曲） - 「まどろみの約束」収録（2012年）

『ふらいんぐうぃっち』
木幡真琴 (篠田みなみ)
- あしたもあした（作詞/作曲） - 「日常の魔法」収録（2016年）

『Free!』
七瀬遙（CV：島﨑信長）
- JOY（作曲） - 「TVアニメ『Free!』キャラクターソングVol.1」収録（2013年）
- I'm Free.（作曲）- 「『劇場版 Free!-the Final Stroke-』キャラクターソングシングル Vol.1」収録（2022年）

『魔法科高校の劣等生』
光井ほのか (雨宮天) & 北山雫 (巽悠衣子)
- BesTie（作曲） - 「魔法科高校の劣等生 ソングブック」収録（2017年）

日笠陽子 (アンジェリーナ=クドウ=シールズ)
- NAKED STAR（作曲） - 「劇場版 魔法科高校の劣等生 星を呼ぶ少女 SPECIAL DISC」収録（2018年）
- ultramarine（作曲） - 「魔法科高校の劣等生 来訪者編 第5巻」収録（2021年）

『魔法少女まどか☆マギカ』
鹿目まどか(CV.悠木碧)
- あこがれ咲いた（作詞/作曲） - 『Ultimate Best』収録（2017年）
パチンコ『ぱちんこ魔法少女まどか☆マギカ』挿入歌

暁美ほむら(CV.斎藤千和)
- Mebius Ash（作詞/作曲） - 『Ultimate Best』収録（2017年）
パチンコ『ぱちんこ魔法少女まどか☆マギカ』挿入歌

鹿目まどか(CV.悠木碧)&美樹さやか(CV.喜多村英梨)
- naturally（作詞/作曲） - 『Ultimate Best』収録（2017年）
パチスロ『LOT魔法少女まどか☆マギカ2』挿入歌

鹿目まどか(CV.悠木碧)&暁美ほむら(CV.斎藤千和)
- ユメおと（作詞/作曲） - 『Ultimate Best』収録（2017年）
パチンコ『ぱちんこ魔法少女まどか☆マギカ』挿入歌

巴マミ(CV.水橋かおり)&佐倉杏子(CV.野中藍)
- Stairs（作詞/作曲） - 『Ultimate Best』収録（2017年）
パチスロ『LOT魔法少女まどか☆マギカA』挿入歌

『マギアレコード 魔法少女まどか☆マギカ外伝』
環いろは(CV.麻倉もも)
- 余白のほんね（作詞/作曲） - 『余白のほんね』収録（2019年）
ゲーム『マギアレコード 魔法少女まどか☆マギカ外伝』第1部EDテーマ

チームみかづき荘（環いろは(CV.麻倉もも)&七海やちよ(CV.雨宮天)&由比鶴乃(CV.夏川椎菜)&深月フェリシア(CV.佐倉綾音)&二葉さな(CV.小倉唯)）
- ホームメイド（作詞/作曲） - 『余白のほんね』収録（2019年）

史乃沙優希(CV.Machico)
- 国宝ハイエンド（作詞/作曲） - 『マギアレコードBD&DVD2巻』収録（2020年）
ゲーム・アニメ『マギアレコード 魔法少女まどか☆マギカ外伝』挿入歌

時女一族（時女静香(CV.内田秀)&広江ちはる(CV.相良茉優)&土岐すなお(CV.大西亜玖璃)）
- 山茶花の跡（作詞/作曲）- 『マギアレコード 魔法少女まどか☆マギカ外伝 Music Collection 2』収録（2021年）
ゲーム『マギアレコード 魔法少女まどか☆マギカ外伝』挿入歌

カミハ☆マギカ（いろは（CV.麻倉もも）&レナ（CV.石原夏織）&梨花（CV.伊藤かな恵）&かこ（CV.鈴木絵理）&マミ（CV.水橋かおり））
- 叶えちゃお（作詞/作曲） - 配信（2020年）、『マギアレコード 魔法少女まどか☆マギカ外伝 Music Collection 2』収録（2021年）

Promised Blood（紅晴結菜（CV.涼本あきほ）、大庭樹里（CV.松本花雪）、笠音アオ（CV.天野聡美）、煌里ひかる（CV.和泉風花））
- Bulimia（作詞/作曲）- 『マギアレコード 魔法少女まどか☆マギカ外伝 Music Collection 2』収録（2021年）
ゲーム『マギアレコード 魔法少女まどか☆マギカ外伝』挿入歌

ネオマギウス（藍家ひめな（CV.首藤志奈）、宮尾時雨（CV.鬼頭明里）、安積はぐむ（CV.高柳知葉）、神楽燦（CV.ファイルーズあい）、遊狩ミユリ（CV.飯田ヒカル））
- イデオロギー（作詞/作曲）- 『マギアレコード 魔法少女まどか☆マギカ外伝 Music Collection 2』収録（2021年）
ゲーム『マギアレコード 魔法少女まどか☆マギカ外伝』挿入歌

佐鳥かごめ（CV.高尾奏音）
- cinis（作詞/作曲）- 『マギアレコード 魔法少女まどか☆マギカ外伝 Music Collection 2』収録（2021年）
ゲーム『マギアレコード 魔法少女まどか☆マギカ外伝』挿入歌

午前0時のフォークロア（氷室ラビ（CV.指出毬亜）、三浦旭（CV.入江麻衣子）、栗栖アレクサンドラ（CV.早瀬莉花）、有愛うらら（CV.丸岡和佳奈）
- 演葬（作詞/作曲）- 配信（2022年）
ゲーム『マギアレコード 魔法少女まどか☆マギカ外伝』挿入歌

環いろは(cv麻倉もも)、七海やちよ(cv雨宮天)、由比鶴乃(cv夏川椎菜)、深月フェリシア(cv佐倉綾音)、二葉さな(cv小倉唯)、環うい(cv石見舞菜香)
- フレッジ（作詞/作曲）
ゲーム『マギアレコード 魔法少女まどか☆マギカ外伝』ED

『無彩限のファントム・ワールド』
水無瀬小糸 (CV.内田真礼)
- SING ALONeG（作曲） - 『TVアニメ「無彩限のファントム・ワールド」キャラクターソングミニアルバム』収録（2016年）

熊枕久瑠美 (CV.久野美咲)
- KUMARCH×KUMARCH（作曲） - 『TVアニメ「無彩限のファントム・ワールド」キャラクターソングミニアルバム』収録（2016年）

『夢色キャスト』
橘蒼星 (CV.豊永利行)
- 誰もが明日に出会うのなら（作曲） - 『夢色キャスト Birthday Collection』収録（2016年）

『ゆらぎ荘の幽奈さん』
湯ノ花幽奈（島袋美由利）
- own（作詞/作曲） - 「Happen〜木枯らしに吹かれて〜」収録（2018年）

伏黒夜々 (小倉唯)
- 心じゃらし（作詞/作曲） - 「ゆらぎ荘の幽奈さん 4 完全生産限定版」収録（2019年）

『Re:ステージ! ドリームデイズ♪』
月坂紗由(CV.鬼頭明里)
- ロケット（作詞/作曲）（2019年）

### VTuber
AZKi
- 夜の輪郭（作詞/作曲） - 『Route If』収録（2024年）

天音かなた
- 天使のagape（作詞/作曲） - 配信（2021年）

白銀ノエル
- ほめのび（作詞/作曲） - 配信（2021年）

不知火フレア
- アトリエ（作詞/作曲） - 配信（2023年）

百鬼あやめ
- melting（作詞/作曲） - 配信（2024年）

SorAZ(ときのそら・AZKi)
- Scale the walls（作詞/作曲）

ときのそら
- IMAGE source（作詞/作曲） - 『Dreaming!』収録（2019年）
- ブレンドキャラバン（作詞/作曲） - 『Dreaming!』収録（2019年）
- ロゴバッジ（作詞/作曲） - 『Sign』収録（2022年）

博衣こより
- エゴイステック・シーソー（作詞/作曲） - 配信（2023年）

TRiNITY
- イキノアイマ（作詞/作曲） -  『Δ(DELTA)』収録（2022年）

Rain Drops
- セルフィーDimension（作詞/作曲） - 『シナスタジア』収録（2020年）
- きこえ（作詞/作曲） - 『バイオグラフィ』収録（2021年）

### 作品(TRYNA-SHOW名義)
JAY'ED
- One Dream（作詞）- 「Shine」収録（2010年）

JAY'ED×JUJU(JAY'EDソロ)
- True（作詞）-「永遠はただの一秒から」収録（2011年）